# Aguas termales Agua Caliente
Agua Caliente es una zona de aguas termales ubicada a 13.5 km al noroeste del pueblo de Aconchi, en el centro del estado de Sonora, en México. La corriente del agua mineral nace en una manantial que sale del subsuelo llamado también Agua Caliente, y que se divide en 6 manantiales más, la temperatura del agua alcanza aproximadamente los 59°C. En la zona se forma una pequeña cascada, cerca de la ranchería Los Alisos, el agua en ese lugar está a temperatura ambiente.
El lugar se ha convertido en un campo recreativo para visitantes, que van desde distintas partes del estado del país, ya que en la región se le cataloga como "agua curativa", al año se estima la visita de 5,000 turistas.
El descubrimiento del lugar data del siglo XVII, hecho por los conquistadores españoles que avanzaban al norte de la región realizando trabajos de evangelización de los nativos, estos, ejecutaron pequeñas construcciones de piedra para proteger el flujo de agua. Por su antigüedad es reconocido por el Instituto Nacional de Antropología e Historia como monumento histórico.